# Incendio de Windscale

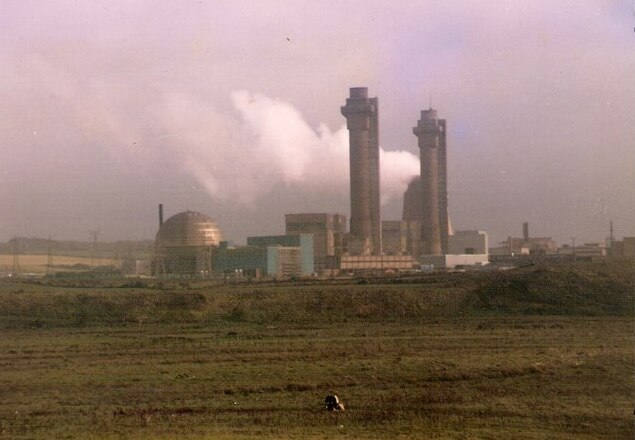
Los reactores de Windscale (centro y a la derecha) en 1985.

El incendio de Windscale fue un incendio ocurrido el 10 de octubre de 1957 en las instalaciones de Windscale, en el condado de Cumbria (extremo norte de Inglaterra). Fue el peor accidente nuclear en la historia de Reino Unido, de una magnitud de nivel 5 de un máximo de 7 en la Escala Internacional de Accidentes Nucleares.
Los dos reactores habían sido construidos de forma apresurada como parte del proyecto de la bomba atómica británica. El reactor número 1 de Windscale se declaró en estado de funcionamiento en octubre de 1950, seguido por el reactor número 2 en junio de 1951. El accidente ocurrió cuando el núcleo de la unidad 1 del reactor nuclear en Windscale, Cumberland (ahora Sellafield, Cumbria) se incendió, liberando sustanciales cantidades de contaminación radiactiva en la zona que lo rodeaba. Especialmente preocupante en ese momento resultaba el isótopo radiactivo yodo-131, que puede causar cáncer de tiroides. Con posterioridad, se estimó que el incidente causó 240 muertes adicionales debido al cáncer. No fue evacuado nadie en la zona, pero se temía que la leche pudiera estar peligrosamente contaminada. La leche producida en la zona de  aproximadamente 500 km² alrededor del accidente fue diluida y destruida durante aproximadamente un mes. Un estudio del año 2010 sobre trabajadores que participaron directamente en las tareas de limpieza no encontró efectos a largo plazo sobre su salud provocados por su participación en dichas tareas.

## Los reactores de Windscale

El diseño del reactor número 1 de Windscale. Leyenda: Filter: Filtro, Channel: Canal, Fuel rods: varillas de combustible, Graphite core: Núcleo de grafito, Air flow: Flujo de aire.

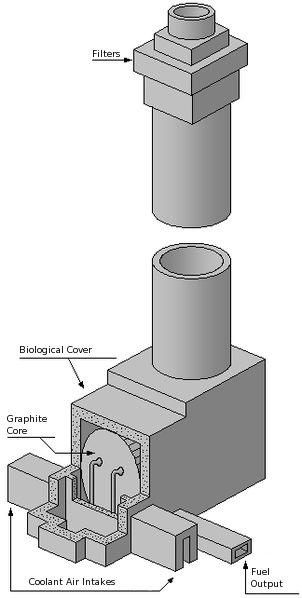
Diagrama esquemático del reactor de Windscale. Leyenda: Filters: Filtros, Biological Cover: Cubierta biológica, Graphite Core: Núcleo de grafito, Coolant Air Intake: Ingreso de aire de refrigeración, Fuel Output: Salida del combustible.

Después de la Segunda Guerra Mundial, el Gobierno británico no quería quedarse atrás como potencia mundial en la emergente carrera armamentística, por lo que se embarcó en un programa para construir su propia bomba atómica tan rápidamente como fuera posible.
Los reactores fueron construidos en poco tiempo cerca de la pequeña aldea de Seascale, Cumberland, y fueron conocidos como la Pila 1 y la Pila 2 de Windscale. Se habían encerrado en grandes edificios de hormigón a pocos centenares de metros uno del otro. Los reactores eran del tipo moderado por grafito y refrigerados por aire. Debido a que la fisión nuclear produce grandes cantidades de calor, era necesario enfriar los núcleos de los reactores soplando aire a través de unos canales en el grafito. El aire frío era introducido por una batería de grandes ventiladores, y el aire caliente posteriormente era extraído por la parte trasera del núcleo hasta una chimenea. Se agregaron filtros en las etapas finales de la construcción en la parte más alta del cañón de las chimeneas, a solicitud de John Cockcroft y estos eran almacenados en galerías en la parte más alta de los cañones de descarga de las chimeneas. Se consideraban innecesarios, un desperdicio de tiempo y dinero y representaron un problema de ingeniería, al ser agregados tardíamente en el proceso de construcción en grandes bodegas de hormigón en la parte superior de unas chimeneas de 120 metros de alto. Debido a esto, fueron conocidos como la Locura de Cockcroft por los trabajadores e ingenieros. Como resultaron finalmente las cosas, la Locura de Cockcroft probablemente previno que un desastre se convirtiera en una catástrofe.

### Diseño del núcleo
Los reactores fueron construidos a partir de un núcleo de grafito sólido, con canales horizontales a través de los cuales se podían pasar cartuchos de uranio y de isótopos, para poder exponer a los cartuchos de isótopos a la radiación neutrónica producida por el uranio y fabricar de esa forma plutonio y radioisótopos, respectivamente. El combustible y los isótopos eran colocados en el interior de los canales en la parte frontal del reactor, la cara de carga, y el combustible nuclear gastado era empujado a través del núcleo y sacado por la parte trasera, la cara de descarga, hacia un conducto de agua para un enfriamiento inicial previo a su recuperación y procesamiento para extraer el plutonio.

#### Combustible
Se usaba metal de uranio no enriquecido en cartuchos de aluminio con aletas para mejorar su refrigeración para la producción de plutonio. Como el propósito de este plutonio era ser usado en armas, el grado de combustión del combustible habría sido mantenido bajo para reducir la producción de isótopos más pesados del plutonio (240Pu, 241Pu, etc.).

#### Cartuchos de isótopos
Las siguientes sustancias eran colocadas al interior de cartuchos metálicos y eran sometidas a la irradiación de neutrones para crear radioisótopos. Tanto el material blanco y algunos de los isótopos producidos se indican más abajo. De estos, la liberación de polonio 210 produjo la contribución más significativa a la dosis de contaminación radiactiva sufrida por la población general.
- Litio-magnesio aleación: tritio
- Nitruro de aluminio: carbono-14
- Cloruro de potasio: cloro-36
- Cobalto: cobalto-60
- Tulio: tulio 170
- Talio: talio 204
- Óxido de bismuto: polonio 210
- Torio: uranio-233

### Energía de Wigner
En la época en que los reactores se estaban construyendo, los británicos, a diferencia de los estadounidenses y los soviéticos, tenían poca experiencia con el comportamiento del grafito cuando este era expuesto a neutrones. El físico estadounidense de ascendencia húngara Eugene Wigner había descubierto que el grafito, cuando era bombardeado por neutrones, sufría de dislocaciones en su estructura cristalina que causaban la acumulación de energía potencial. Esta energía, si se permitía su acumulación, podía escapar espontáneamente en un poderoso golpe de calor. Una vez comisionado y en operaciones, la Pila 2 de Windscale, experimentó un misterioso aumento en la temperatura del núcleo, lo que fue atribuido a un súbita liberación de energía de Wigner. Esto preocupó a los científicos británicos, así que se buscó una forma segura de liberar la energía almacenada. La única solución viable fue un proceso de recocido, en el que el núcleo de grafito era calentado a una temperatura de 250 °C por medio del combustible nuclear para permitir que los átomos de carbono desplazados regresaran a su lugar en la estructura cristalina, liberando gradualmente su energía almacenada como calor, y causando una entrega uniforme dispersada a través de todo el núcleo. El recocido tuvo éxito en prevenir la acumulación de energía de Wigner, pero el equipo de monitorización, el reactor en sí mismo y todo el resto de las instalaciones tales como el sistema de refrigeración nunca fueron diseñados para esto. Cada ciclo de recocido era ligeramente diferente y progresivamente más difícil a medida que el tiempo pasaba; muchos de los últimos ciclos tuvieron que ser repetidos, y cada vez se requerían temperaturas más y más altas para poder iniciar el proceso de recocido. También se pudo determinar que permanecían algunos paquetes de energía de Wigner que no pudieron ser liberados en las ocasiones previas.
Durante el accidente, el combustible de uranio se incendió, no el moderador de grafito como se había pensado mayoritariamente. Una inspección hecha en 2005 mostró que el grafito dañado estaba localizado alrededor de los elementos de combustible. Las fases de recocido no fueron parte del plan original, así que se colocaron termopares en diferente posiciones en el reactor para monitorizar las operaciones normales, pero no para controlar el proceso de recocido. Esto permitió que se formaran puntos de calor desconocidos. El combustible de uranio metálico del reactor podía incendiarse fácilmente en presencia de oxígeno, a diferencia del dióxido de uranio usado en los reactores modernos. El vaciado directo del aire de refrigeración hacia la atmósfera significaba que cualquier escape de material radiactivo desde el núcleo que pudiera pasar a través de los filtros sería liberado hacia el ambiente externo.

## El accidente

### Cambio de propósito
Con el propósito de acordar un tratado de armas nucleares con Estados Unidos, los británicos tenían que demostrar que eran tecnológicamente sus iguales. Las instalaciones de Windscale fueron construidas para producir plutonio para la primera bomba atómica británica. Después de la exitosa explosión de la bomba atómica, Estados Unidos diseñó y probó una bomba termonuclear que requería tritio. Los británicos no tenían ninguna instalación para producir tritio y decidieron usar los reactores de Windscale. El tritio puede ser producido en reactores nucleares usando la activación por neutrones del litio-6. Se necesitaban temperaturas más altas para este proceso que las necesarias para producir plutonio y se decidió reducir el tamaño de las aletas de refrigeración (quedando un total aproximado de 500.000 aletas individuales) de los cartuchos de aluminio del combustible. Finalmente se pudo producir tritio al forzar el diseño de primera generación de las instalaciones de Windscale más allá de sus límites y con reducido margen de seguridad en la operación. Después de producir con éxito un primer lote de tritio en la Pila 1, se asumió que el problema del calor era despreciable y se comenzó la producción a plena escala, pero al elevar la temperatura del reactor más allá de las especificaciones de diseño, los científicos alteraron la distribución normal del calor en el núcleo, causando que se desarrollaran puntos de calor en la Pila 1. Estos picos de calor no fueron apreciados por los científicos ya que los termopares usados para medir las temperaturas del núcleo estaban localizados según el diseño de distribución de calor original y no estaban midiendo las partes más calientes del reactor, llevando a lecturas falsamente optimistas.

### Ignición
El 7 de octubre de 1957, los operadores comenzaron un ciclo de recocido para la Pila 1 de Windscale poniendo los ventiladores de refrigeración a un nivel de energía bajo y estabilizando el reactor a baja potencia. Al día siguiente, para ejecutar el proceso de recocido, los operadores incrementaron la potencia del reactor. Cuando parecía que el proceso de recocido estaba llevándose a cabo, se introdujeron las varillas de control en el núcleo para apagar el reactor, pero se pudo apreciar que la liberación de la energía de Wigner no estaba ocurriendo a través de todo el núcleo, sino que se estaba acabando prematuramente. Los operadores retiraron nuevamente las varillas de control para aplicar un segundo recalentamiento nuclear y completar el proceso de recocido. Debido a que las termocuplas no estaban localizadas en las partes más calientes del núcleo, los operadores no eran conscientes de que algunas áreas estaban considerablemente más calientes que otras. Se sospecha que esto, y el segundo recalentamiento, fueron los factores decisivos detrás del incendio, aunque la causa precisa permanece desconocida. El informe oficial sugiere que un cartucho de uranio se rompió y se oxidó causando un mayor recalentamiento y el incendio, pero un informe más reciente sugiere que puede haber sido un cartucho de isótopo de magnesio/litio. Todo lo que se pudo ver en los instrumentos fue un suave aumento de la temperatura, justo lo que era de esperarse durante la liberación de la energía de Wigner.
A principios de la mañana del 10 de octubre, se sospechó que algo inusual estaba ocurriendo. La temperatura en el núcleo, que se suponía debería estar cayendo gradualmente a medida que finalizaba la liberación de la energía de Wigner, comenzó a comportarse de forma ambigua tal como lo mostraba el equipo de control, pero además un termopar mostraba que la temperatura en el núcleo estaba aumentando en vez de disminuir. En un esfuerzo para ayudar a enfriar el reactor, se incrementó el flujo del aire. Esto alimentó al incendio con más oxígeno y llevó material radiactivo hacia la chimenea y las galerías de los filtros. Fue entonces cuando los trabajadores en la sala de control se dieron cuenta de que los dispositivos de control de radiación que vigilaban la radiación existente en la parte superior de los cañones de las chimeneas estaban dando lecturas en el tope de la escala. De acuerdo con los procedimientos escritos, el capataz declaró una emergencia.

### El fuego
Los operadores trataron de examinar el reactor con un escáner remoto, pero se había bloqueado. Tom Hughes, segundo en el mando de Organismo Administrador del Reactor, sugirió examinar personalmente el reactor, así que él y otro operador se dirigieron a la cara de carga del reactor, vestidos con ropa protectora. Se sacó un tapón de inspección del canal de combustible cercano a un termopar que estaba registrando altas temperaturas y fue entonces cuando los operadores vieron que el combustible estaba al rojo vivo por el calor.
Se sacó un tapón de inspección, dijo Tom Hughes en una entrevista posterior,  y vimos, para nuestro completo horror, cuatro canales de combustible brillando con un color rojo cereza intenso.
No había duda de que el reactor estaba incendiándose, y de que lo había estado haciendo durante casi 48 horas. El administrador del reactor Tom Tuohy se puso un equipo protector completo y un aparato de respiración autónoma y escaló los 24 metros hasta la parte superior del edificio del reactor, donde se detuvo por encima de la tapa del reactor para examinar la parte trasera de este, la cara de descarga. Allí informó de una luminiscencia roja amortiguada, iluminando la brecha entre la parte trasera del reactor y la parte trasera del edificio de contención. Los cartuchos de combustible al rojo vivo brillaban en los canales de combustible de la cara de descarga. Regresó varias veces a la parte superior del edificio de contención del reactor durante la duración del incidente, en cuyo punto álgido ocurría un feroz incendio en la cara de descarga y en la parte trasera de la contención de hormigón reforzado—estructura de hormigón cuyas especificaciones requerían que la temperatura estuviera bajo cierto nivel para prevenir su desintegración y colapso.

### Intentos iniciales para combatir el incendio
Los operadores no estaban seguros de cómo tratar el incendio. Primero procuraron apagar las llamas poniendo los ventiladores a toda potencia e incrementar la refrigeración, pero esto avivó el incendio. Tom Hughes y su colega ya habían tratado de crear un cortafuegos sacando algunos de los cartuchos de combustible no dañados durante el incendio, y Tom Tuohy sugirió tratar de sacar algunos directamente desde el centro del fuego, golpeando los cartuchos derretidos con los postes de los andamios desde el reactor hacia la piscina de refrigeración que había detrás. Esto resultó imposible de realizar ya que las barras de combustible no se pudieron mover, sin importar la fuerza realizada. Los postes se retiraron con sus extremos al rojo vivo y, uno de ellos, fue sacado al rojo vivo y goteando metal derretido. Hughes sabía que esto tenía que ser uranio irradiado derretido, lo que causó serios problemas de radiación en el elevador de carga.
Brillaba [el canal de combustible expuesto] al blanco, dijo el colega de Hughes a cargo del elevador de carga que se encontraba con él, estaba simplemente  blanco por el calor. Nadie, absolutamente nadie, creería lo caliente que podría estar.

### Dióxido de carbono
A continuación los operadores trataron de extinguir el fuego usando dióxido de carbono.  Los nuevos reactores refrigerados por gas de Calder Hall acababan de recibir una entrega de 25 toneladas de dióxido de carbono líquido, que fue lanzado en la cara de carga de la Pila 1 de Windscale, pero hubo problemas para lograr que llegara al fuego en cantidades efectivas. El fuego era tan caliente que agotaba el oxígeno del dióxido de carbono que pudo ser aplicado.
Habíamos organizado esto, recuerda Hughes, y teníamos un pobre tubo de dióxido de carbono y no tenía ninguna esperanza de que fuera a funcionar.

### Uso de agua
En la mañana del viernes 11 de octubre, cuando el fuego estaba en su peor momento, once toneladas de uranio estaban incendiadas. Las temperaturas eran extremas (una termocupla registró 1.300 °C) y la contención biológica alrededor del reactor siniestrado estaba en peligro de colapso. Para afrontar la crisis, los operadores decidieron usar agua. Esto era arriesgado, ya que el metal derretido se oxida en contacto con el agua, sacando el oxígeno de las moléculas de agua y dejando hidrógeno libre, el cual puede mezclarse con el aire que llega y explotar, destruyendo la ya debilitada contención. En ausencia de alternativas, los operadores decidieron continuar con el plan. Aproximadamente una docena de mangueras contraincendios fueron llevadas a la cara de carga del reactor; se cortaron las bocas de las mangueras y estas se ataron a postes de andamios e introducidas en los canales de combustible a aproximadamente un metro sobre el núcleo del incendio. Tuohy nuevamente se arrastró a la parte superior de la protección del reactor y ordenó que se conectase el agua, escuchando cuidadosamente en los agujeros de inspección ante cualquier signo de una reacción de hidrógeno a medida que la presión aumentaba. El agua no tuvo éxito en extinguir el incendio, por lo que hubo que tomar nuevas medidas.
A continuación Tom Tuohy ordenó a todos que salieran del edificio del reactor excepto él mismo y el jefe de bomberos, con la idea de apagar toda la refrigeración y el aire de ventilación que entraba al reactor. Luego Tuohy subió varias veces e informó de que las llamas que saltaban desde la cara de descarga estaban lentamente extinguiéndose. Durante una de las inspecciones encontró que las tapas de inspección—que se quitaban con un gancho metálico para facilitar la visión de la cara de descarga del núcleo—estaban pegadas por succión. Esto, según informó, era debido a que el fuego estaba absorbiendo el aire desde cualquier lugar que pudiera.
No tengo duda de que en ese momento incluso estaba aspirando aire a través de la chimenea para tratar de mantenerse, recuerda Tuohy en una entrevista.
Finalmente logró sacar una placa de inspección y pudo ver cómo el incendio estaba apagándose.
Primero las llamas se apagaron, luego se redujeron y el brillo comenzó a morir, describe Tuohy, Subí varias veces para comprobar hasta que estuve satisfecho de que el fuego se había extinguido. Estaba de pie de costado, con algo de esperanza, relata, pero si miras directamente al núcleo de un reactor apagado vas a recibir una buena dosis de radiación.
El agua se mantuvo fluyendo a través del reactor durante otras 24 horas hasta que el reactor quedó completamente frío.
El tanque del reactor en sí mismo ha permanecido sellado desde el accidente y aún contiene aproximadamente unas 15 toneladas de combustible de uranio. Se pensó que el combustible restante podría volver a incendiarse nuevamente si se manipulaba, debido a la presencia de hidruro de uranio pirofórico formado a partir de la inundación original con agua. Investigaciones subsecuentes, llevadas a cabo como parte del proceso de descontaminación, descartaron esta posibilidad. El desmantelamiento final del reactor está programado para el año 2037.

## Consecuencias

### Descarga radiactiva
Hubo una fuga de material radiactivo que se dispersó a través del Reino Unido y el Continente. Se estima que el incendio liberó 740 terabecquereles (20.000 curios) de yodo-131, así como 22 TBq (594 curies) de cesio-137 y 12.000 TBq (324.000 curies) de xenón-133, entre otros radioisótopos. El análisis posterior de los datos de contaminación ha mostrado un nivel de contaminación nacional e internacional más alto de lo previamente estimado. En comparación, la explosión de 1986 en Chernobyl liberó aproximadamente 1.760.000 TBq de yodo-131; 79.500 TBq de cesio-137; 6.500.000 TBq de xenón-133; 80.000 TBq de estroncio-90; y 6100 TBq de plutonio, junto con aproximadamente una docena de otros radioisótopos en grandes cantidades. El accidente de Three Mile Island en 1979 liberó 25 veces más de xenón-135 que Windscale, pero mucho menos yodo, cesio y estroncio.
| Material     | Windscale | Chernobyl | Three Mile Island  |
| ------------ | --------- | --------- | ------------------ |
| Yodo-131     | 740       | 1.760.000 | mucho menos        |
| Cesio-137    | 22        | 79.500    | mucho menos        |
| Xenón-133    | 12.000    | 6.500.000 |                    |
| Xenón-135    |           |           | 25 veces Windscale |
| Estroncio-90 |           | 80.000    | mucho menos        |
| Plutonio     |           | 6.100     |                    |

La presencia de los depuradores en las chimeneas en Windscale logró una contención parcial y de esa forma minimizó el contenido radiactivo del humo que escapaba por la chimenea durante el incendio. Estos depuradores supusieron un gran gasto y se instalaron tras la insistencia de John Cockcroft. Hasta el incendio de 1957 eran conocidos como "la locura de Cockcroft".

### Efectos sobre la salud
Especialmente preocupante en ese momento era el isótopo radiactivo yodo-131, que tiene una vida media de solo 8 días pero es absorbido por el cuerpo humano y almacenado en la glándula tiroides. Como un resultado, el consumo de yodo-131 a menudo provoca cáncer de tiroides. Previamente había sido estimado que el incidente causó unos 200 casos adicionales de cáncer, aunque recientemente esta cifra ha sido revisado al aumento hasta 240 casos.
No hubo evacuaciones en la zona adyacente, pero se temía que la leche podría estar peligrosamente contaminada. Esto hizo que la leche de aproximadamente 500 km² de la campiña cercana fuera destruida (diluida mil veces y vaciada al Mar de Irlanda) durante aproximadamente un mes. Un estudio del año 2010 de los trabajadores involucrados directamente en las tareas de limpieza -y por lo tanto con una tasa mayor de exposición a la radiación- no encontró efectos significativos de largo término sobre la salud.

### Operaciones de recuperación
El reactor era irrecuperable. Algunas de las varas de combustible se pudieron recuperar, y el escudo biológico del reactor se selló y se dejó intacto. Aproximadamente 6.700 elementos de combustible dañados y 1.700 cartuchos de isótopos dañados por el fuego permanecen en el reactor. El núcleo del reactor dañado estaba aún ligeramente caliente como resultado de las reacciones nucleares que continuaban en él. La Pila 2 de Windscale, aunque no fue dañada en el incendio, fue considerada demasiado insegura para continuar su uso. Fue clausurada poco después. Ningún reactor refrigerado por aire ha sido construido desde entonces. Se programó la recuperación final del combustible del reactor dañado para comienzos de 2008, con una duración de cuatro años.

### Junta de Investigación
La Junta de Investigación del Gobierno británico se reunió bajo la presidencia de William Penney entre el 17 y el 25 de octubre de 1957. Su informe (el "Informe Penney") fue remitido al presidente de la Autoridad para la Energía Atómica del Reino Unido y formó la base del libro blanco gubernamental remitido al Parlamento en noviembre de 1957. El informe en sí mismo fue entregado a la Oficina de Registros Públicos en enero de 1988. En 1989 fue entregada una transcripción revisada, continuando el trabajo para mejorar la transcripción de las grabaciones originales.
Penney informó el 26 de octubre de 1957, 16 días después de apagar el incendio y alcanzó cuatro conclusiones:
- La causa primaria del accidente había sido el segundo recalentamiento nuclear del 8 de octubre, aplicado demasiado pronto y demasiado rápido.
- Los pasos tomados para enfrentar el accidente, una vez descubierto, fueron rápidos y eficientes y mostraron considerable devoción al deber por para parte de todos.
- Las medidas tomadas para enfrentar las consecuencias del accidente fueron adecuadas y no hubo daño inmediato a la salud de ningún civil o de los trabajadores de Windscale. Era improbable que cualquier efecto dañino se pudiera dar. Pero el informe fue muy crítico de las deficiencias técnicas y organizativas.
- Era necesaria una evaluación técnica más detallada, que llevara a cambios organizativos, responsabilidades por la salud y seguridad más claras y mejores definiciones de los límites de las dosis de radiación.

Aquellos que estuvieron involucrados directamente en los hechos se sintieron aliviados por la conclusión de Penney de que los pasos tomados habían sido rápidos y eficientes y que habían mostrado considerable abnegación". Algunos pensaban que a pesar de todo, la determinación y valentía mostrada por Thomas Touhy, así como el papel esencial que él jugó en conjurar un completo desastre, no habían sido totalmente reconocidos. Touhy murió el 12 de marzo de 2008 sin haber recibido nunca ninguna clase de reconocimiento público por sus esfuerzos.
El sito de Windscale fue descontaminado y aún está en uso. Parte del sitio fue posteriormente renombrado Sellafield después de ser transferido a BNFL. En la actualidad todo el sitio es de propiedad de la Nuclear Decommissioning Authority.

## Comparación con otros accidentes
La fuga de radiación por el incendio de Windscale fue excedida por mucho por el desastre de Chernóbil en 1986, pero el incendio fue descrito como el peor accidente de un reactor nuclear hasta el de Three Mile Island en 1979. Estimaciones epidemiológicas ponen el número de casos de cánceres adicionales causados por el accidente de Three Mile Island accidente en no más de uno. Solo Chernóbil produjo víctimas inmediatas.
Three Mile Island era un reactor civil, y Chernóbil principalmente también lo era, ambos eran usados para la producción de energía eléctrica. En contraste Windscale era usado exclusivamente con propósitos militares.
Los reactores en Three Mile Island, a diferencia de aquellos en Windscale y Chernóbil, estaban en edificios diseñados para contener los materiales radiactivos generados por un accidente del reactor.
Otros reactores militares han producido víctimas inmediatas y conocidas tales como el incidente de 1961 en la planta SL-1 en Idaho que mató tres operadores, o el accidente de criticidad que mató a Louis Slotin en el Laboratorio Nacional de Los Álamos en 1946.
El accidente de Windscale fue contemporáneo al desastre de Kyshtym, un accidente más serio que ocurrió el 29 de septiembre de 1957 en la planta Mayak en la Unión Soviética, cuando la falla del sistema de refrigeración para un estanque que almacenaba decenas de miles de toneladas de desecho nuclear resultó en una explosión no nuclear.

## Documentales televisivos
En 1999, la BBC produjo un documental educativo acerca del incendio como un episodio de 30 minutos de "Disaster" (Serie 3) titulado El Incendio Windscale. Subsecuentemente fue publicado en DVD.
En 2007, la BBC produjo otro documental acerca del accidente titulado "Windscale: Britain’s Biggest Nuclear Disaster" (en castellano: Windscale: el desastre nuclear más grande de Gran Bretaña), en el que se investiga la historia de la primera instalación nuclear británica y su rol en el desarrollo de las armas nucleares. El documental presenta entrevistas con científicos y operadores de la planta claves, tales como Tom Tuohy, quien era el administrador general de Windscale. El documental sugiere que el incendio en Windscale en 1957 -el primer incendio en cualquier instalación nuclear- fue causado por la relajación en las medidas de seguridad, como resultado de la presión por el Gobierno británico para producir rápidamente material para fabricar bombas.